# Paramitraceras
Genre
Paramitraceras est un genre d'opilions laniatores de la famille des Stygnopsidae.

## Distribution
Les espèces de ce genre se rencontrent au Mexique et au Guatemala.

## Liste des espèces
Selon World Catalogue of Opiliones (06/10/2021) :
- Paramitraceras granulatum Pickard-Cambridge, 1905
- Paramitraceras pickardcambridgei Cruz-López & Francke, 2013
- Paramitraceras tzotzil Cruz-López & Francke, 2013
- Paramitraceras veracruz Cruz-López & Francke, 2012

## Genres de la sous-famille des Stygnopsinae
Selon World Catalogue of Opiliones (06/10/2021) :
- Chinquipellobunus Goodnight & Goodnight, 1944
- Hoplobunus Banks, 1900
- Isaeus Sørensen, 1932
- Iztlina Cruz-López & Francke, 2017
- Mexotroglinus Šilhavý, 1977
- Minisge Cruz-López, Monjaraz-Ruedas & Francke, 2019
- Panzosus Roewer, 1949
- Paramitraceras Pickard-Cambridge, 1905
- Philora Goodnight & Goodnight, 1954
- Sbordonia Šilhavý, 1977
- Serrobunus Goodnight & Goodnight, 1942
- Stygnopsis Sørensen, 1902
- Tonalteca Cruz-López & Francke, 2017
- Troglostygnopsis Šilhavý, 1974

## Publication originale
- Pickard-Cambridge, 1905 : « Order Opiliones. » Biologia Centrali-Americana, Zoology, Arachnida - Araneida and Opiliones, vol. 2, p. 561–610 (texte intégral).